# Twilight of the Gods
Twilight of the Gods – szósta płyta szwedzkiego zespołu muzycznego Bathory. Wydana 29 czerwca 1991 roku.

## Lista utworów
1. "Twilight of the Gods" - 14:02
2. "Through Blood by Thunder" - 6:15
3. "Blood and Iron" - 10:25
4. "Under the Runes" - 6:00
5. "To Enter Your Mountain" - 7:37
6. "Bond of Blood" - 7:35
7. "Hammerheart" - 4:58

## Twórcy
- Ace "Quorthon Seth" Thomas Forsberg - śpiew, gitara
- Kothaar - gitara basowa
- Vvornth - perkusja
- The Boss - produkcja